# Kaudální autotomie

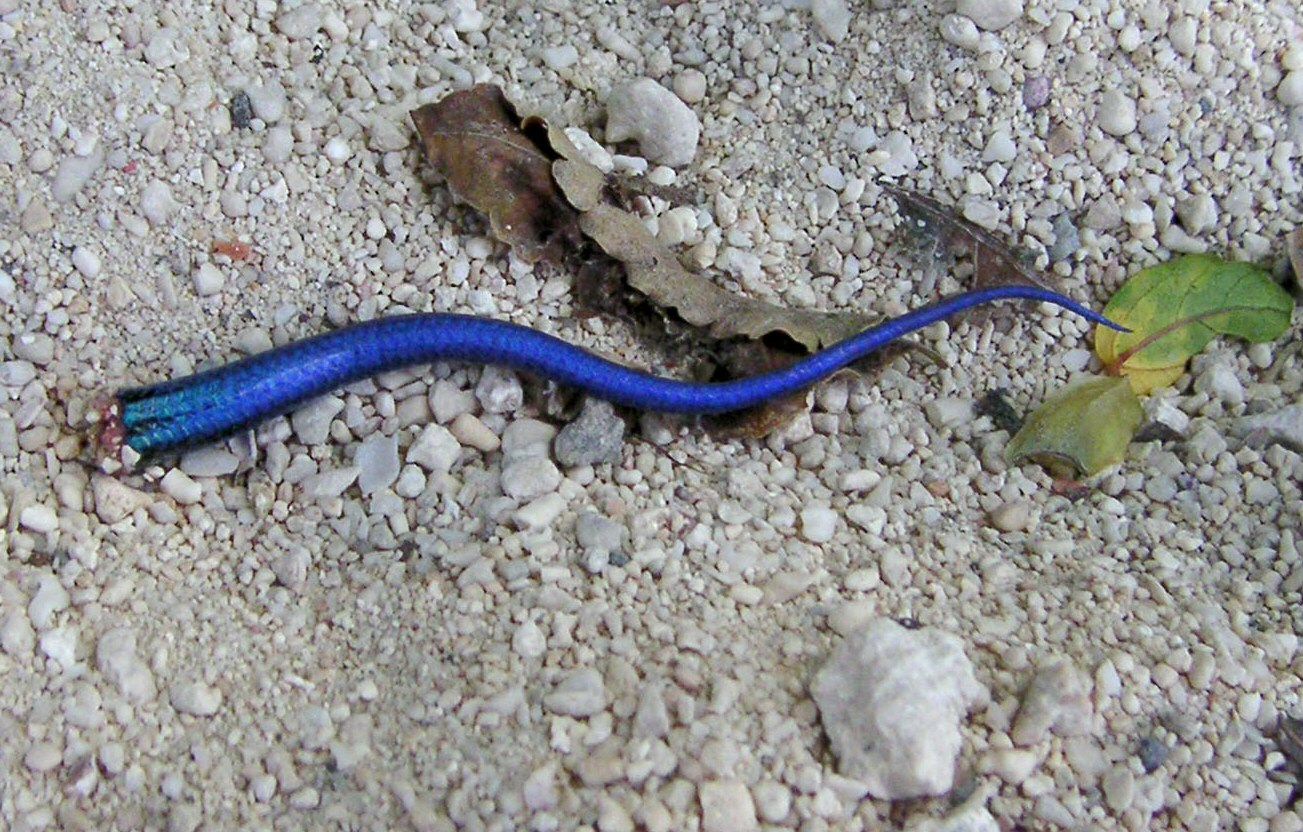
Ocas ještěrky Plestiodon stimpsonii po autotomii

Odvržení ocasu (též kaudální autotomie či také urotomie) je typ autotomie uplatňovaný obratlovci při napadení predátorem. Tato vlastnost se vyvinula u mnohých obratlovců, jako jsou někteří ocasatí obojživelníci, haterie novozélandská, někteří ještěři, amfisbény, ale i několik hadů a dokonce někteří hlodavci. Odvržená část ocasu se často hýbe výrazněji (mrská se) než unikající kořist, takže se predátor zaměří na ni; napadený živočich stačí utéct nebo se schovat.

## Regenerace
Schopnost regenerace ocasu je u různých obratlovců různá. Znovu dorostlý ocas se může podobat tomu původnímu, ale přesto lze najít zaškrcení na místě zlomu nebo odlišné zbarvení dorostlé části. Obnovený ocas není vyztužen kostí, ale jen chrupavkou. Znovu lze ocas odvrhnout jen v místě, které je blíže k tělu než původní zlom. U většiny ještěrů a plazů je třeba přibližně doby jednoho měsíce, aby ocas dorostl.[zdroj?] U velkých a dlouhověkých druhů může obnova ocasu trvat i rok.